# Alpaida conica
Alpaida conica är en spindelart som beskrevs av O. Pickard-Cambridge 1889. Alpaida conica ingår i släktet Alpaida och familjen hjulspindlar.
Artens utbredningsområde är Panama. Inga underarter finns listade i Catalogue of Life.